# Komitet do spraw zatrudnienia
Komitet do Spraw Zatrudnienia (ang. Employment Committee) – organ doradczy Unii Europejskiej utworzony w styczniu 2000 r. przez Radę Unii Europejskiej, stawiający sobie za cel koordynację polityki zatrudnienia i pracy w państwach członkowskich Unii. Organ ten został utworzony na bazie Komitetu ds. zatrudnienia i rynku pracy (Employment and the Labour Market Committee), powstałego w 1997 r. mającego na celu:
- sprawdzanie raportów z krajów członkowskich dotyczących zatrudnienia,
- przygotowywanie raportów zbiorczych,
- opracowywanie opinii i rekomendacji dotyczących zatrudnienia.

Komitet ds. zatrudnienia i rynku pracy został zlikwidowany wraz z powołaniem do życia Komitetu do Spraw Zatrudnienia.
Do najważniejszych zadań Komitetu do Spraw Zatrudnienia należą:
- promocja wysokiego standardu pracy przy tworzeniu i wcielaniu w życie polityki dotyczącej pracy w krajach Unii,
- wystawianie opinii na żądanie Rady Ministrów, Komisji Europejskiej,
- koordynacja polityki makroekonomicznej z reformami,
- zapewnienie wymiany informacji między państwami członkowskimi w zakresie polityki zatrudnienia.

W skład Komitetu wchodzi po dwóch przedstawicieli każdego z państw członkowskich oraz dwóch reprezentantów Komisji Europejskiej. Przewodniczący wybierany jest na okres dwóch lat bez możliwości reelekcji. Towarzyszy mu trzech wiceprzewodniczących. Posiedzenia zwoływane są przez przewodniczącego z jego własnej inicjatywy bądź na wniosek przynajmniej połowy członków Komitetu.